# Aphonoides
Aphonoides is een geslacht van rechtvleugeligen uit de familie krekels (Gryllidae). De wetenschappelijke naam van dit geslacht is voor het eerst geldig gepubliceerd in 1940 door Lucien Chopard.

## Soorten
Het geslacht Aphonoides omvat de volgende soorten:
- Aphonoides acuta Ingrisch, 1997
- Aphonoides aequatori Gorochov, 2007
- Aphonoides agantra Otte & Alexander, 1983
- Aphonoides albonotatus Chopard, 1954
- Aphonoides amplus Gorochov, 2008
- Aphonoides angustissimus Chopard, 1925
- Aphonoides apiatus Saussure, 1878
- Aphonoides australis Walker, 1869
- Aphonoides berezini Gorochov, 2007
- Aphonoides biangri Otte & Alexander, 1983
- Aphonoides bicolor Chopard, 1951
- Aphonoides bilineatus Chopard, 1954
- Aphonoides binderi Otte & Alexander, 1983
- Aphonoides bituberculatus Gorochov, 2008
- Aphonoides catastictos Otte & Cowper, 2007
- Aphonoides changi Gorochov, 2007
- Aphonoides cinereus Haan, 1842
- Aphonoides curtus Gorochov, 2008
- Aphonoides cuspidatus Gorochov, 2008
- Aphonoides debilis Chopard, 1925
- Aphonoides depressiusculus Saussure, 1878
- Aphonoides diadematus Bolívar, 1910
- Aphonoides dohrni Gorochov, 2007
- Aphonoides emeljanovi Gorochov, 2008
- Aphonoides excavatus Gorochov, 2008
- Aphonoides flexus Gorochov, 2008
- Aphonoides frons Gorochov, 2008
- Aphonoides gialai Gorochov, 2007
- Aphonoides griseovariegatus Chopard, 1969
- Aphonoides hackeri Chopard, 1951
- Aphonoides hollowayi Gorochov, 2007
- Aphonoides japonicus Shiraki, 1930
- Aphonoides jimjimi Otte & Alexander, 1983
- Aphonoides kadavu Otte & Cowper, 2007
- Aphonoides kaikai Otte & Alexander, 1983
- Aphonoides karnyi Chopard, 1940
- Aphonoides karumbae Otte & Alexander, 1983
- Aphonoides kerzhneri Gorochov, 2007
- Aphonoides khaoyai Gorochov, 2007
- Aphonoides lowanna Otte & Alexander, 1983
- Aphonoides lunga Gorochov, 2008
- Aphonoides marika Otte & Alexander, 1983
- Aphonoides medvedevi Gorochov, 1985
- Aphonoides miripara Otte & Alexander, 1983
- Aphonoides morobe Gorochov, 2008
- Aphonoides namalata Otte & Cowper, 2007
- Aphonoides nepotinna Otte & Alexander, 1983
- Aphonoides nicobarica Bhowmik, 1970
- Aphonoides nok Gorochov, 2008
- Aphonoides ocellaris Saussure, 1878
- Aphonoides okapa Gorochov, 2008
- Aphonoides orrori Gorochov, 2008
- Aphonoides pallipes Chopard, 1929
- Aphonoides papua Gorochov, 2008
- Aphonoides paramplus Gorochov, 2008
- Aphonoides peraki Gorochov, 2007
- Aphonoides peristiges Otte & Cowper, 2007
- Aphonoides phetchaburi Gorochov, 2007
- Aphonoides popovi Gorochov, 2007
- Aphonoides pubescens Chopard, 1940
- Aphonoides punctatus Haan, 1842
- Aphonoides rufescens Ichikawa, 2001
- Aphonoides sabahi Gorochov, 2007
- Aphonoides sarawaki Gorochov, 2007
- Aphonoides sepik Gorochov, 2008
- Aphonoides siami Gorochov, 2007
- Aphonoides simplex Gorochov, 2008
- Aphonoides siveci Gorochov, 2007
- Aphonoides suvae Gorochov, 1986
- Aphonoides taciturnus Saussure, 1878
- Aphonoides tavuki Otte & Cowper, 2007
- Aphonoides tawai Gorochov, 2007
- Aphonoides tessellatus Chopard, 1969
- Aphonoides vulgatus Gorochov, 2008
- Aphonoides waigeo Gorochov, 2008
- Aphonoides warratinna Otte & Alexander, 1983
- Aphonoides weeronga Otte & Alexander, 1983
- Aphonoides wuyiensis Yin & Zhang, 2001
- Aphonoides xylurgos Otte & Cowper, 2007
- Aphonoides yaeyamensis Oshiro, 1998